# Effet Neupert
 (janvier 2021).
Pour l’article homonyme, voir Neupert (homonymie).
L'effet Neupert fait référence à une tendance empirique de l'émission de rayons X de haute énergie (« durs ») à coïncider temporellement avec le taux de croissance de l'émission de rayons X de faible énergie (« mous ») d'une éruption solaire. Ici, « durs » et « mous » signifient au-dessus et en dessous d'une énergie d'environ 10 keV pour les héliophysiciens, bien que dans l'astronomie des rayons X non solaires, on fixe généralement cette limite à une énergie plus basse.
Cet effet tire son nom de l'héliophysicien et spectroscopiste de la NASA Werner Neupert, qui a documenté pour la première fois une corrélation connexe (la forme intégrale) entre les émissions de micro-ondes (gyrosynchrotron) et de rayons X mous en 1968. L'interprétation standard est que l'injection d'énergie accumulée associée à l'accélération d'électrons non thermiques (qui produisent les rayons X durs via des bremsstrahlung non thermiques) libèrent de l'énergie dans la basse atmosphère solaire (la chromosphère) ; cette énergie conduit alors à une émission thermique (rayons X mous) lorsque le plasma chromosphérique chauffe et se dilate dans la couronne. L'effet est très courant, mais ne représente pas une relation exacte et n'est pas observé dans toutes les éruptions solaires.